# Listă de personalități din Leverkusen
Lista de personalități din Leverkusen cuprinde personaliăți marcante care s-au născut în orașul Leverkusen, landul Renania de Nord-Westfalia, Germania.

## Personalități născute în Leverkusen

### până în 1900
- Bertram Pfeiffer, (1797–1872) politician, primar în Essen
- Vinzenz Jakob von Zuccalmaglio, (1806–1876), scriitor
- Heinrich Sürder (1871–1951), primar în Schlebusch

### 1901 - 1950
- Prof. Dr. Wilhelm Fucks, (1902–1990), fizician
- Hein Wimmer (1902–1986), sculptor
- Dr. Lothar Rohde, (1906–1985), cercetător întemeietor a tehnicii de măsurare Rohde & Schwarz
- Franz Esser (1908–1966), episcop
- Erich Liese (1910–2010), radiolog
- Bastian Müller (* 1912), scriitor
- Paul Janes (1912–1987), fotbalist
- Kurt Lorenz (1914–1987), artist, caricaturist
- Arno Pagel (1914–2002), teolog
- Else Yeo (* 1920), istoric, muziciană
- Hans Heisel (* 1922), telegrafist
- Paul Weigmann (1923–2009), desenator. pictor pe sticlă
- Günter Böhme (1925–2006), politician
- Jean Pierre Picon (1926–2005), pictor, grafician, sculptor
- Heinrich Roggendorf (1926–1988), scriitor
- Astrid Gehlhoff-Claes (* 1928), scriitoare
- Günter Ferdinand Ris (1928–2005), sculptor
- Wolfgang Hilger (* 1929), chimistr
- Gertraud Middelhauve, (1929–2004), editor
- Ingeborg Knipper (* 1932), politiciană
- Wolf Vostell (1932–1998), un pictor și sculptor renumit
- Heinz Höher (* 1938), fotbalist
- Herbert Bönnen (* 1942), fotbalist
- York Höller (* 1944), compozitor
- Niels Skousen (* 1944), actor, cântăreț
- Werner Wenning (* 1946), președinte la firma Bayer AG
- Paul Hebbel (* 1947), politician
- Bernd Schaumann (* 1947), compozitor, pedagog
- Peter Slodowy (1948–2002), matemarician
- Bärbel Dieckmann (* 1949), politiciană (SPD),
- Christel Hausding (* 1949), autoare, pedagogă
- Hans-Dieter Clauser (* 1950), politician
- Reinhard Jahn (* 1950), neurobiolog

### din 1951
- Hans Schneider (* 1951), Basist
- Karl-Heinz Dellwo (* 1952), Membru  Rote Armee Fraktion (RAF)
- Ulrich Eller (* 1953), Artist
- Siegfried Jaschinski (* 1954), Bancher
- Wilfried Schmickler, (* 1954), Cabarerist
- Thomas Steinfeld (* 1954), Jurnalist și scriitor
- Michael Maerker (1955–2005), Sculptor
- Friederike Kretzen, (* 1956), Scriitoare
- Aloys Winterling (* 1956), istoric
- Ute Bönnen (* 1957), Jurnalistă și regizoare
- Klaus Heuser, (* 1957), Muzician
- Henning Krautmacher, (* 1957), Muzician,
- Edgar Noske (* 1957), Autor
- Uta Schorn (* 1957), Gimnastă
- Michael Gustorff (* 1958), Violonist
- Hans-André Stamm (* 1958), Compozitor
- Jo Thönes (* 1958),  Compozitor
- Heike Göbel (* 1959), Jurnalistă
- Martin Kusch (* 1959), Filozof și sociolog
- Margit Hähner (* 1960), Scriitoare
- Corinna Margarete Lingnau (* 1960), jucătoare de hochei pe iarbă
- Harald Pinger (* 1960), Manager
- Wolfgang Wiechert (* 1960), Profesor de biologie
- Dietmar Mögenburg, (* 1961), atlet, medaliat olimpic
- Odo Rumpf, (* 1961), Artist
- Uli T. Swidler (* 1961), Autor
- Maren Gottschalk (* 1962), Autor, și jurnalistă
- Isabel Hund (* 1962), Șahistă sora campioanei la șah Barbara Hund
- Sabine Kämper (* 1962), Actriță
- Andreas Külzer (* 1962), Istoric
- Christian Schliemann (* 1962), jucător de hochei
- Hanno Bästlein (* 1963), Om de afaceri
- Gunther Behnke (* 1963), Baschetbalist
- Bernd Hoffmann, (* 1963), funcționar la oraganizații de fotbal
- Andreas Rettig, (* 1963), funcționar la oraganizații de fotbal
- Gunther Behnke, (* 1963), Baschetbalist
- Detlef Schrempf, (* 1963), Baschetbalist
- Christoph Nonn (* 1964), Istoric
- Ina Beyermann, (* 1965), înotătoare
- Claus Fischer (* 1965), Muzician la emisiunea cu Anke Engelke și Harald Schmidt
- Dirk Heinrichs (* 1965), Actor
- Christoph Kugelmeier (* 1965), filolog
- Bernd Dreher, (* 1966), Fotbalist și antrenor
- Bernd Lichtenberg (* 1966), autor
- Peter Liehr (* 1966), Autor și traducător
- Britta Siegers (* 1966), atletă handicapată
- Sonja Hegasy (* 1967), cercetător al Islamului
- Annette Langen (* 1967), Autor
- Linda Budinger (* 1968), Scriitoare
- Oliver Grajewski (* 1968), Desenator, artist
- Roland Jankowsky (* 1968), Actor
- Michael Gudo (* 1969), Geolog
- Frank Baum (* 1970), Baschetbalist și -antrenor
- Boris Pietsch (* 1971), Actor
- Christian Reimering (* 1971), Jucător de biliard
- Frank Überall (* 1971), Politolog, jurnalist și autor
- Florian Kunz (* 1972), jucător de hochei
- Silke Lichtenhagen, (* 1973), Atletă
- Matthias Benner (* 1974),  Autor
- Ralf Schmitz (* 1974), Comic
- Oliver Ligneth-Dahm, (* 1974), Scriitor
- Matthias Benner, (* 1974), Producător de filme
- Christian Linker (* 1975), Autor
- Thorsten Leibenath (* 1975), Baschetbalist și -antrenor
- Lars Rehmann (* 1975), Jucător de tenis
- Jörg Bergmeister (* 1976), Automobilist
- Daniel Ischdonat (* 1976), Fotbalist
- Lale Nalpantoglu (* 1976), Regizoare,
- Danny Ecker (* 1977), Atlet, fiul campioanei Heidemarie Ecker-Rosendahl
- Serkan Kaya (* 1977),  Actor turc
- David Rott (* 1977), Actor
- Katharina Lorenz (* 1978), Actriță
- Goran Kovacev (* 1979), Baschetbalist
- Felix Sturm (* 1979), Boxer
- Markus Esser, (* 1980), Atlet
- Moritz Thimm (* 1981), Baschetbalist
- Maurice Weber (* 1981), Profiboxer
- André Maczkowiak (* 1983), Fotbalist
- Ioannis Masmanidis (* 1983), Fotbalist
- David Müller (* 1984), Fotbalist
- Dominik Reinhardt (* 1984), Fotbalist
- Alexander Holzhammer (* 1985), Sportiv
- Sascha Dum (* 1986), Fotbalist
- Lilli Hollunder (* 1986), Actriță
- Michael Hrstka (* 1986), jucător de hochei
- Nadine Thal (* 1987), Fotbalistă
- Birte Thimm (* 1987), Baschetbalistă
- Sven Hartmann (* 1988), Baschetbalist
- David Hohs (* 1988), Fotbalist
- Marius Theobald (* 1990), Actor